# Ghana Broadcasting Corporation
Ghana Broadcasting Corporation (GBC) (en español: Corporación de Radiodifusión de Ghana) es el organismo de radiodifusión pública del país africano de Ghana. Establecida en 1954 bajo la denominación Corporación de Radiodifusión de Costa de Oro (Gold Coast Broadcasting Systems), tomó su nombre actual tras la independencia de Ghana, en 1957. Independiente del Servicio de Información del gobierno, se financia a través de la publicidad televisiva y el pago de una cuota de recepción de 3 Cedis (unos 0.29 €).
La GBC es operada por una sola estación (GTV), por vía satélite y señales digitales. Además, la GBC tiene 11 estaciones de radio: las estaciones están ubicadas en las 10 provincias de Ghana. y su sede central es la capital, Acra.

## Servicios

### Radio
- Radio 1: Programación Informativa.
- Radio 2: Programación Cultural.
- Uniiq FM: Programación Juvenil.
- Volta Star: Programación deportiva.
- TwinCity Radio: Programación local desde la capital.
- Radio Central: Programación de carácter Internacional.
- Radio Savannah: Programación musical.
- Garden City Radio: Programación Ambiental.
- URA Radio: Programación emitida desde la Universidad de Ghana.
- Radio Upper West: Programación emitida desde el este de Ghana.
- Sunrise FM: Programación Cristiana.
- Obonu FM: Programación Islam.
- Radio BAR: Programación con lenguas locales.

### Televisión
- GTV (Ghana Television): es una emisora de televisión, inició sus operaciones el 23 de junio de 1962 y su programación es de carácter general y cultural.

- Sports GTV: programación deportiva de ámbito nacional.

- 24 Hours: programación informativa.